# Karl-Heinz Domdey
Karl-Heinz Domdey auch Karl Heinz Domdey (* 3. November 1926 in Breslau; † 29. Juni 2012) war ein deutscher Wirtschaftswissenschaftler und Hochschullehrer.

## Leben

### Akademische Ausbildung und frühe Karriere
Nach dem Ende des Zweiten Weltkriegs nahm Karl-Heinz Domdey von 1945 bis 1948 ein Studium der Volkswirtschaft und Rechtswissenschaft an der Universität Jena sowie der Universität Halle auf. 1948 schloss er sein Studium mit dem Diplom in Ökonomie ab. Nur ein Jahr später, 1949, promovierte er an der Universität Halle zum Dr. oec. mit der Dissertation Statik und Dynamik. Zum Problem der Methode in der theoretischen Nationalökonomie. Diese frühe akademische Leistung legte den Grundstein für seine spätere Karriere in der Wissenschaft.
Von 1950 bis 1955 war Karl-Heinz Domdey als Habilitations-Aspirant an der Universität Leipzig und der Humboldt-Universität zu Berlin tätig. 1958 habilitierte er sich an der Humboldt-Universität mit der Arbeit Die deutschen Monopole auf den äußeren Märkten unter besonderer Berücksichtigung der "Integrations- und Freihandelspolitik". Diese Habilitation legte den Grundstein für seine spätere Karriere als Hochschullehrer.

### Akademische Laufbahn
Seine berufliche Laufbahn führte Karl-Heinz Domdey 1955 als wissenschaftlichen Mitarbeiter an das Deutsche Wirtschaftsinstitut in Berlin und er war gleichzeitig Lehrbeauftragter an der Humboldt-Universität. 1962 wurde er Hochschullehrer an der Universität Rostock, bevor er von 1963 bis 1969 einen vollen Lehrauftrag für Politische Ökonomie an der Hochschule für Verkehrswesen in Dresden übernahm; in dieser Zeit war er stellvertretender Vorsitzender des Rates für die politökonomische Erforschung des Kapitalismus, während Johann-Lorenz Schmidt Vorsitzender war. 1969 trat er eine Professur für Weltwirtschaft an der Humboldt-Universität zu Berlin an, die er bis zu seiner Emeritierung im Jahr 1991 innehatte.
Seine Lehre war stets interdisziplinär ausgerichtet und verband ökonomische Theorie mit praktischen Fragestellungen der Weltwirtschaft.
Er pflegte eine Freundschaft mit dem marxistischen Philosophen und Wissenschaftshistoriker Herbert Hörz.

### Funktionen und Engagement
Karl-Heinz Domdey übernahm zahlreiche verantwortungsvolle Positionen innerhalb der akademischen Gemeinschaft. Von 1963 bis 1969 leitete er den Lehrstuhl für Politische Ökonomie an der Hochschule für Verkehrswesen; in dieser Zeit wurde er 1965 vom Nationalrat der Vaterländischen Front der Volksrepublik Bulgarien eingeladen, Vorträge über den westdeutschen staatsmonopolistischen Kapitalismus zu halten. Ab 1969 war er Leiter des Lehrstuhls für Weltwirtschaft an der Humboldt-Universität. 1990 gründete er das Forschungsinstitut der Internationalen Wissenschaftlichen Vereinigung Weltwirtschaft und Weltpolitik e. V. in Berlin, dessen erster Direktor er wurde. In den folgenden Jahren engagierte er sich weiterhin, unter anderem als Gründungsdirektor des Instituts für Weltwirtschaft, Europa- und Überseewirtschaft an der Humboldt-Universität.
Darüber hinaus war er seit 1998 Sprecher des Präsidiums der Internationalen Wissenschaftlichen Vereinigung Weltwirtschaft und Weltpolitik e. V. und war seit 2004 Mitglied des Research Board of Advisors des American Biographical Institute.

### Mitgliedschaften und Ehrungen
Karl-Heinz Domdeys Engagement in der Wissenschaft wurde durch zahlreiche Mitgliedschaften und Auszeichnungen gewürdigt. Seit 1991 war er Mitglied der Arbeitsgemeinschaft wirtschaftswissenschaftlicher Forschungsinstitute Deutschlands und übernahm den Vorsitz im Bezirksvorstand der URANIA Berlin; er war auch Mitglied des Präsidiums der URANIA. Für seine Verdienste erhielt er zahlreiche Ehrungen, darunter die Ehrennadel der URANIA in Gold (1964), eine Ehrenurkunde der Humboldt-Universität (1979) und den Laslo-Radvanyi-Forschungspreis (1986). Zudem wurde er 1996 Ehrenvorsitzender der Internationalen Gesellschaft für Weltwirtschaft e. V. und erhielt 1999 anlässlich seines 50. Promotionsjubiläums eine Ehren-Promotionsurkunde der Universität Halle. 2002 wurde ihm der Titel Dr. h. c. von der Akademie für Volkswirtschaft in Ternopil, Ukraine, verliehen.
Karl-Heinz Domdey war Mitglied der Sozialistische Einheitspartei Deutschlands (SED).

## Schriften (Auswahl)
- Statik und Dynamik. Zum Problem der Methode in der theoretischen Nationalökonomie. 1949.
- Die deutschen Monopole auf den äußeren Märkten, unter besonderer Berücksichtigung der "Integrations- und Freihandelspolitik". Berlin, 1958.
- "Entwicklungshilfe" oder echte sozialistische Hilfe. Leipzig, Jena, Berlin, 1961.
- Neokolonialismus oder Unabhängigkeit und  und sozialistische Wirtschaftshilfe. In: Schriftenreihe der Gesellschaft zur Verbreitung wissenschaftlicher Kenntnisse. Berlin, 1962.
- Gegenwartsprobleme der internationalen Handelsbeziehungen. Berlin, 1964.
- Grundprobleme der Wirtschaftsbeziehungen zwischen den Staaten beider Weltsysteme. Berlin, 1966
- Karl-Heinz Domdey; Johann-Lorenz Schmidt: Europäische Sicherheit und internationale Wirtschaftsbeziehungen. Berlin, 1970.
- Was ist in unserer Zeit revolutionär? In: Berliner Zeitung vom 17. Oktober 1971. S. 16 (Digitalisat).
- Die Farbe des Arbeitskittels macht's nicht... In: Berliner Zeitung vom 24. Oktober 1971. S. 16 (Digitalisat).
- Das ist eine Wahrheit unserer Epoche. In: Berliner Zeitung vom 14. November 1971. S. 16 (Digitalisat).
- Karl-Heinz Domdey; Harald-Dietrich Kühne: Die chronische Krise des kapitalistischen Währungssystems. Berlin, 1972.
- Weltwirtschaft und internationale Wirtschaftsbeziehungen.Berlin, 1979.
- Weltenergie- und Weltrohstoffwirtschaft. Berlin, 1981.
- Weltwirtschaft und Weltwirtschaftslehre. Berlin, 1984.
- Weltbild, Weltwirtschaft und Weltfrieden im Spiegel Berliner Universitätslehrer. Berlin, 1988.
- Forschung, Lehre und Diskussion über Weltwirtschaft und Weltfrieden. Berlin, 1988.
- Macht, Herrschaft und Kampf in der sozialen Welt.
  - Band. 1: World Economics, Globalisierung, paneuropäische Integration. Berlin, 2003.
  - Band. 2: Globale Alleinherrschaft, Oligarchie oder ...?. Berlin, 2004.
  - Band. 3: Die Atlantische Ideologie. Zum Kommen und Gehen partialer Sichten und Absichten in der Gesellschaftsgeschichte. Berlin, 2005.
  - Band. 4: Hegemonische Psychologie. Seelische Faktoren im globalen Herrschaftsstreben. Berlin, 2006.
  - Band. 5: Titanische Geschichtsbilder. Historische Mythen und Traumata in den Machtkämpfen unserer Zeit. Berlin, 2007.
  - Band. 6: Dominante Zukunftsvisionen. Voluntatives und Utopisches im Ringen um universelle Vormacht. Berlin, 2008.
- Titanische Geschichtsbilder: historische Mythen und Traumata in den Machtkämpfen unserer Zeit. 2007.